# Studielening
Een studielening is een lening die een student of zijn voogd(en) kan afsluiten om de kosten verband houden met een studie over de tijd gespreid af te lossen. De concrete regelgeving rond specifieke studieleningen verschilt van land tot land.

## Nederland
De Studielening is in Nederland de opvolger van de studiefinanciering. Vanaf september 2015 was er een transitieperiode naar dit systeem. Per september 2017 bestaat de studiefinanciering niet meer en zit iedereen in dit nieuwe systeem.
Kort samengevat is het mogelijk om geld te lenen bij DUO om studie-, reis- en huisvestingskosten te betalen. Daarnaast is er de mogelijkheid extra te lenen om het collegegeld te betalen, via het collegegeldkrediet. Voor scholieren en studenten met ouders met zeer beperkt vermogen en inkomen kan er een aanvullende beurs aangevraagd worden. Kenmerkend aan dit systeem is dat er geen sprake meer is van de zogenaamde basisbeurs, waarbij scholieren en studenten een vaste toelage kregen om een klein deel van hun studie-, reis- en huisvestingskosten te dekken.
In juni 2023 werd een wetvoorstel aangenomen waarmee de basisbeurs weer terugkeert voor studenten in het hoger onderwijs. DUO is verantwoordelijk voor de uitvoering. Studenten in het HBO en WO hebben recht op de basisbeurs als ze in het studiejaar 2023-2024 voor het eerst gaan studeren of als ze dan nog recht hebben op studiefinanciering in de vorm van een prestatiebeurs.
Tegelijk met de herinvoering van de basisbeurs worden de terugbetaalregimes voor studieleningen gelijk voor alle studenten. Hieronder vallen onder andere de regelingen met betrekking tot de aflosperiode en de renteberekening.
Tot slot betekent de terugkeer van de basisbeurs het einde van het sociaal leenstelsel. Voor studenten die één of meer jaar onder het leenstelsel hebben gestudeerd komt er een tegemoetkoming. Voor een (nominale) studieperiode van vier jaar gaat het om € 1436 per student, ook voor studenten die geen lening hebben gehad. Verder ontvangen zo'n 375.000 studenten, die hebben gestudeerd van 2015/16 tot en met 2018/19, een extra tegemoetkoming als vervanging van de studievoorschotvoucher van zo'n € 1835. De tegemoetkoming wordt in mindering gebracht op de studieschuld of uitbetaald.